# Gösta Zander
Gösta Zander var en svensk fotbollsspelare (vänsterhalv) som representerade Gais i Division II västra 1939/1940. Han spelade sammanlagt 11 seriematcher för föreningen (inga mål).